# OMNIS Studio
 (juillet 2025).
Ne pas confondre avec l'Office malgache OMNIS.
Omnis Studio est un outil de Développement Rapide d'Applications qui permet aux programmeurs et développeurs de créer des applications Web professionnelles pour des PC et des serveurs fonctionnant sous Windows, Linux et Mac OS X, dans tous les secteurs d'activité.
Le Client Web Omnis est un composant JavaScript permettant de construire des applications Web ou Mobile s'exécutant sur tous les types de matériel, tels que les PC de bureau, tablettes et autres mobiles. Les règles de gestion et l'accès aux Bases de données se réalisent sur le serveur d'application Omnis Studio.
Ce serveur peut à la fois présenter des fonctionnalités de clients Web service pour des environnements hétérogènes ou encore être pourvoyeur de services lui-même
Il existe une importante communauté de développeurs Omnis Studio à travers le monde, des forums d'échange ainsi que des conférences techniques telles que EurOmnis, conférence européenne qui se tient chaque année.

## L'Histoire d'Omnis
- 1979 : Paul Wright et Geoff Smith fondent Blyth Computers (plus tard rebaptisée Blyth Software, puis Omnis Software), basée à Wenhaston, Suffolk, en Angleterre. Elle deviendra le premier distributeur Apple en East Anglia.
- 1982 : Blyth propose son premier « produit Omnis », un outil de développement d'applications fonctionnant avec une base de données pour Apple 2, conçu par David Seaman. La société prend le nom de Blyth Software.
- 1983 - 1984 : sortie d'Omnis 3, un des premiers outils multiplateformes de développement d'applications avec base de données pour les ordinateurs Apple et les compatibles IBM fonctionnant sous MS-DOS. En mai 1984, Blyth Software se constitue en société commerciale et ouvre des bureaux à San Mateo, en Californie.
- 1985 : à la suite du lancement du Macintosh d'Apple en 1984, Omnis 3Plus voit le jour. C'est l'un des premiers outils de génération de base de données pour le Mac. Le siège social anglais s'installe à Mitford House, à Benhall dans le Suffolk.
- 1987 : naissance d'Omnis Quartz, une des premières bases de données avec un environnement graphique de développement pour MS Windows. Création de Blyth Holdings Inc. qui atteint 7M$ lors de son introduction au NASDAQ.
- 1989 : sortie d'Omnis 5, un des premiers outils de développement multiplateformes permettant de construire des applications sous Windows et Mac OS.
- 1992 - 1994 : Omnis 7 v1, puis v2 et v3, offre un environnement de développement intégré et permet l'accès client/serveur à de nombreuses bases de données du marché, telles qu'Oracle, Sybase et Informix.
- 1997 : lancement d'Omnis Studio v1, un environnement multiplateformes de développement pour Windows et Mac OS. La société prend le nom d'Omnis Software.
- 1999 : le Client Web Omnis, ou « client léger », permet de naviguer dans les applications et les données sur Internet.
- 1999	: Avec la diffusion d'Omnis Studio pour Linux, Omnis devient l'un des premiers outils de développement rapide fonctionnant sous Linux, MS Windows et Mac OS.
- 2000 : sortie d'Omnis Studio v3. En fin d'année, Omnis Software fusionne avec Pick Systems. La nouvelle entité prend le nom de Raining Data Corp.
- 2004 : Omnis Studio v4 intègre l’accès à MySQL, JDBC et aux objets JAVA.
- 2005 : Omnis Studio v4 introduit une version Unicode.
- 2006 : la nouvelle version Omnis Studio v4.2 permet d’accéder à des Services Web ou d’en développer. Elle intègre aussi le support des plateformes Mac OS X / Intel.
- 2008 : Omnis Studio 4.3.0 voit le jour. En mars 2008, la société est rebaptisée Tiger Logic.
- 2009 : Omnis Studio 5.0 qui intègre le développement d'application pour les plateformes mobiles Windows et le support Unicode.
- 2010 : Omnis Studio 5.1 qui intègre le développement pour les mobiles iOS (iPhone et iPad)
- 2012 : Omnis Studio 5.2 qui intègre le nouveau client Javascript permettant un développement unique sur toutes les plateformes.
- 2013 : Omnis Studio 6.0 qui intègre des avancées technologiques dans le client Javascript permettant notamment le développement d'Apps non connectées et l'utilisation d'objets SQL Workers permettant le traitement multitâche.
- 2014 : Omnis Studio 6.1 qui intègre des composants natifs pour le client Javascript permettant ainsi de mieux s'adapter aux différentes résolutions, le supports des Web Services Rest ainsi que le support du 64 Bits.
- 2016 : Omnis Studio 8.0, version majeure qui intègre définitivement le 64 Bits et le support de Cocoa, l'utilisation d'un composant HTML puissant dans le cadre des applications client/serveur, des fonctionnalités de Glisser/Déplacer pour le client Javascript, un assistant intelligent pour l'écriture du code Omnis et des aides supplémentaires pour tous ceux qui démarrent avec Omnis Studio !
- Octobre 2016 : L'activité Omnis Studio est rachetée par le groupe OLS Holdings Ltd, compagnie anglaise composée d'un groupe de distributeurs et d'utilisateur d' OMNIS STUDIO.
- Aout 2017 : Sortie de la nouvelle version Omnis Studio 8.1 qui intègre le support de GIT, les contrôles JSon, une nouvelle page d'accueil pour les débutants, la possibilité d'utiliser des notifications PUSH pour les clients mobiles, des applications mobiles Web Responsive et de très nombreuses autres fonctionnalités !
- Septembre 2019 : Sortie de la version 10.1 d'Omnis Studio avec des nouveaux composants JavaScript ainsi que des composants mis à jour, de nouvelles animations pour les applications de bureau et des améliorations pour l'assistant de code (correspondance des noms de méthode). On pourra découvrir un nouveau panneau de variables, des listes d'objets SQL, des améliorations dans la gestion des sessions des applications Web, une interaction utilisateur améliorée avec les applications mobiles utilisant de nouveaux messages "toast". Enfin on appréciera un meilleur support des applications médicales intégrant le standard FHIR.
- Novembre 2020 : support des thèmes clients JS, des icônes SVG, de l'aide à la position (pour l'alignement des objets visuels), de la vue de conception WYSIWYG du formulaire web, du bouton de fractionnement JS et des mises à jour dans l'éditeur de code, y compris le pliage de code. Le serveur Linux Headless Server peut maintenant fonctionner en mode serveur multiprocessus (MPS), en utilisant le processeur multi-cœur du serveur. Pour les applications client lourd, nouveau contrôle d'entrée de jeton, contrôle de fil d'Ariane, panneaux latéraux, messages instantané (toast message) et mise à jour du glisser-déposer pour les fichiers système. Prise en charge d'Open API 3.0.0 et de Swagger 2.0 pour les services web.
- Mai 2023 : nouvelle version : Omnis Studio version 11 : interface redessinée, nouveaux composants tels que chart, gauge, camera, bouton floating action, tile grid, scroll box, color picker, side panels, téléversement de plusieurs fichiers, improved group selection, notifications système, notifications de gestion de l'énergie, icônes de bordure de champ, objet totp pour la génération et la vérification de mots de passe à usage unique basés sur le temps, nouvel objet image pour la manipulation d'images et la création de codes QR, interface Python, interface LDAP et nouvelle interface pour les appels système, prise en charge de la vérification orthographique, prise en charge de la création de PDF/A de niveau 2 et 3.